# Dariusz Białkowski
Dariusz Białkowski (Białogard, 16 luglio 1970) è un ex canoista polacco.

## Palmarès

### Olimpiadi
- 2 medaglie:
  - 2 bronzi (Barcellona 1992 nel K-2 1000 m; Sydney 2000 nel K-4 1000 m)

### Mondiali
- 4 medaglie:
  - 4 bronzi (Duisburg 1995 nel K-2 1000 m; Duisburg 1995 nel K-4 500 m; Duisburg 1995 nel K-4 1000 m; Dartmouth 1997 nel K-2 1000 m)

### Europei
- 3 medaglie:
  - 1 oro (Zagabria 1999 nel K-4 1000 m)
  - 1 argento (Zagabria 1997 nel K-2 1000 m)
  - 1 bronzo (Poznań 2004 nel K-4 1000 m)